# Allotinus sarastes
Allotinus sarastes är en fjärilsart som beskrevs av Hans Fruhstorfer 1913. Allotinus sarastes ingår i släktet Allotinus och familjen juvelvingar. Inga underarter finns listade i Catalogue of Life.